# Amayé-sur-Seulles
Amayé-sur-Seulles är en kommun i departementet Calvados i regionen Normandie i norra Frankrike. Kommunen ligger i kantonen Villers-Bocage som ligger i arrondissementet Caen. År 2022 hade Amayé-sur-Seulles 211 invånare.

## Befolkningsutveckling
Antalet invånare i kommunen Amayé-sur-Seulles
Referens: INSEE